# Гвідас Гінейтіс
Гвідас Гінейтіс (лит. Gvidas Gineitis; нар. 15 квітня 2004, Мажейкяй) — литовський футболіст, півзахисник італійського  «Торіно» і національної збірної Литви.

## Клубна кар'єра
Народився 15 квітня 2004 року в місті Мажейкяї. Вихованець юнацьких команд каунаського клубу «Бе1 НФА». За головну команду цього друголігового клубу дебютував вже у віцт 14 з половиною років восени 2018 року. Наступного року перейшов до клубу «Атмосфера» з рідного міста, де попри юний рік мав регулярну ігрову практику у складі основної команди.
Влітку 2020 року прийняв запрошення з Італії, приєднавшись до клубної структури друголігового клубу СПАЛ, в якому півтора сезони грав за юнацькі команди.
31 січня 2022 року новим клубом юного литовця став «Торіно», в якому він продовжив грати за юнацькі команди. Виступаючи за них привернув увагу тренерів головної команди туринського клубу і був переведений до неї на початку 2023 року. 10 лютого 2023 року дебютував в іграх Серії A, до завершення сезону 2022/23 ще двічі з'являвся на полі в іграх елітного італійського дивізіону.

## Виступи за збірні
2021 року дебютував у складі юнацької збірної Литви (U-17), загалом на юнацькому рівні взяв участь в 11 іграх, відзначившись одним забитим голом.
Навесні і влітку 2022 року залучався до складу молодіжної збірної Литви. На молодіжному рівні зіграв у 3 офіційних матчах.
У листопаді того ж 2022 року дебютував в офіційних матчах у складі національної збірної Литви.

## Статистика виступів

### Статистика клубних виступів
Станом на 10 вересня 2023
| Сезон                 | Команда               | Чемпіонат             | Чемпіонат | Чемпіонат | Національний кубок | Національний кубок | Національний кубок | Континентальні кубки | Континентальні кубки | Континентальні кубки | Інші змагання | Інші змагання | Інші змагання | Усього | Усього |
| Сезон                 | Команда               | Ліга                  | Ігор      | Голів     | Ліга               | Ігор               | Голів              | Ліга                 | Ігор                 | Голів                | Ліга          | Ігор          | Голів         | Ігор   | Голів  |
| --------------------- | --------------------- | --------------------- | --------- | --------- | ------------------ | ------------------ | ------------------ | -------------------- | -------------------- | -------------------- | ------------- | ------------- | ------------- | ------ | ------ |
| 2018                  | «Бе1 НФА»             | 1Л                    | 10        | 0         | КЛ                 | 0                  | 0                  | -                    | -                    | -                    | -             | -             | -             | 10     | 0      |
| 2019                  | «Атмосфера»           | 1Л                    | 20        | 4         | КЛ                 | 1                  | 1                  | -                    | -                    | -                    | -             | -             | -             | 21     | 5      |
| січ.-серп. 2020       | «Атмосфера»           | 1Л                    | 8         | 0         | КЛ                 | 2                  | 0                  | -                    | -                    | -                    | -             | -             | -             | 10     | 0      |
| Усього за «Атмосферу» | Усього за «Атмосферу» | Усього за «Атмосферу» | 28        | 4         |                    | 3                  | 1                  |                      | -                    | -                    |               | -             | -             | 31     | 5      |
| 2020–21               | СПАЛ                  | B                     | 0         | 0         | КІ                 | 0                  | 0                  | -                    | -                    | -                    | -             | -             | -             | 0      | 0      |
| 2021-січ. 2022        | СПАЛ                  | B                     | 0         | 0         | КІ                 | 0                  | 0                  | -                    | -                    | -                    | -             | -             | -             | 0      | 0      |
| Усього за СПАЛ        | Усього за СПАЛ        | Усього за СПАЛ        | 0         | 0         |                    | 0                  | 0                  |                      | -                    | -                    |               | -             | -             | 0      | 0      |
| січ.-черв. 2022       | «Торіно»              | A                     | 0         | 0         | КІ                 | -                  | -                  | -                    | -                    | -                    | -             | -             | -             | 0      | 0      |
| 2022–23               | «Торіно»              | A                     | 3         | 0         | КІ                 | 0                  | 0                  | -                    | -                    | -                    | -             | -             | -             | 3      | 0      |
| 2023–24               | «Торіно»              | A                     | 0         | 0         | КІ                 | 0                  | 0                  | -                    | -                    | -                    | -             | -             | -             | 0      | 0      |
| Усього за «Торіно»    | Усього за «Торіно»    | Усього за «Торіно»    | 3         | 0         |                    | 0                  | 0                  |                      | -                    | -                    |               | -             | -             | 3      | 0      |
| Усього за кар'єру     | Усього за кар'єру     | Усього за кар'єру     | 41        | 4         |                    | 3                  | 1                  |                      | -                    | -                    |               | -             | -             | 44     | 5      |

### Статистика виступів за збірну
Станом на 10 вересня 2023
| Дата       | Місто    | Господарі | Результат          | Гості      | Турнір            | Голи | Примітки |
| ---------- | -------- | --------- | ------------------ | ---------- | ----------------- | ---- | -------- |
| 16-11-2022 | Каунас   | Литва     | 0 – 0 (5 - 6 п.п.) | Ісландія   | Балтійський кубок | -    | 71'      |
| 19-11-2022 | Таллінн  | Естонія   | 2 – 0              | Литва      | Балтійський кубок | -    | 70'      |
| 24-3-2023  | Белград  | Сербія    | 2 – 0              | Литва      | Відбір до ЧЄ 2024 | -    | 80'      |
| 27-3-2023  | Афіни    | Греція    | 0 – 0              | Литва      | товариський матч  | -    | 86'      |
| 17-6-2023  | Каунас   | Литва     | 1 – 1              | Болгарія   | Відбір до ЧЄ 2024 | -    | 90+2'    |
| 20-6-2023  | Будапешт | Угорщина  | 2 – 0              | Литва      | Відбір до ЧЄ 2024 | -    |          |
| 7-9-2023   | Каунас   | Литва     | 2 – 2              | Чорногорія | Відбір до ЧЄ 2024 | -    |          |
| 10-9-2023  | Каунас   | Литва     | 1 – 3              | Сербія     | Відбір до ЧЄ 2024 | -    |          |
| Усього     |          | Матчів    | 8                  |            | Голів             | 0    |          |

| Дата      | Місто                | Господарі | Результат | Гості             | Турнір                             | Голи | Примітки |
| --------- | -------------------- | --------- | --------- | ----------------- | ---------------------------------- | ---- | -------- |
| 25-3-2022 | Талавера-де-ла-Рейна | Іспанія   | 8 – 0     | Литва             | Кваліфікація молодіжного Євро-2023 | -    |          |
| 29-3-2022 | Та-Калі              | Мальта    | 1 – 3     | Литва             | Кваліфікація молодіжного Євро-2023 | -    | 44'      |
| 7-6-2022  | Алітус               | Литва     | 1 – 1     | Північна Ірландія | Кваліфікація молодіжного Євро-2023 | -    |          |
| Усього    |                      | Матчів    | 3         |                   | Голів                              | 0    |          |